# Эммануэль (роман)
«Эммануэль» (фр. Emmanuelle) — эротический роман французской писательницы Эммануэль Арсан, впервые опубликованный во Франции в 1959 году (первое издание было анонимным, в 1967 году вышло издание, подписанное именем Арсан). Существует гипотеза о том, что в действительности автором является муж Арсан, граф Луи-Жак Ролле-Андриан.
Повествование в романе ведётся от лица заглавной героини. Эммануэль приезжает в Таиланд, где проводит сексуальные эксперименты, занимаясь любовью и с мужчинами, и с женщинами. Книга имела успех, была переведена на множество языков. Позже вышло два продолжения. В 1974 году роман был экранизирован (режиссёр Жюст Жакен). В 2024 году в прокат вышла ещё одна экранизация, снятая Одри Диван. В ней сюжет и образ главной героини подверглись существенным изменениям.
Роман Арсан называют одним из главных памятников французской эротики. Его успех оказал заметное влияние на ход сексуальной революции.

## Экранизации
- «Эммануэль» (1974), режиссёр Жюст Жакен
- «Эммануэль» (2024), режиссёр Одри Диван